# Oravský Biely Potok
Oravský Biely Potok je naseljeno mjesto u okrugu Tvrdošín u Žilinskom kraju u Slovačkoj.

## Stanovništvo
| Godina:     | 1993. | 2003.   | 2013.    | 2023.   |
| ----------- | ----- | ------- | -------- | ------- |
| Broj ljudi: | 561   | 595     | 711      | 748     |
| Razlika:    |       | +6,06 % | +19,49 % | +5,20 % |

| Godina:     | 2022. | 2023.   |
| ----------- | ----- | ------- |
| Broj ljudi: | 753   | 748     |
| Razlika:    |       | -0,66 % |

Prema podatcima o broju stanovnika iz 2023. godine naselje je imalo 748 stanovnika.

## Vanjske poveznice
|  | Zajednički poslužitelj ima još gradiva o temi Oravský Biely Potok |

- Službena stranica naselja (sl.)